# Citron d'Ichang
Ne doit pas être confondu avec Citrus ichangensis.
Espèce
Le citron d'Ichang (Citrus wilsonii Tan.) ou shangyuan, shangjuan, parfois shanguyan, du chinois Hyang yuan qui signifie parfumé et rond, est un agrume hybride de C. ichangensis originaire des contreforts sud-est de l'Himalaya. Il a des utilisations pharmaceutiques et alimentaires. L'écorce du citron d'Ichang dégage un parfum et une saveur délicieux, très appréciés. La recherche sur son huile essentielle est active.

## Dénomination
Citron d'Ichang est la traduction de l'anglais Ichang lemon que de nombreux pépiniéristes francophones utilisent suivi de Shangyuan, en chinois 香圆 (Hyang yuán) avec 香 (Xiāng) parfumé et 圆 (yuán) rond, parfois 玳玳花 (Dài dài huā) fleur de daïdaï. 香圆的成熟果实 (Xiāngyuán de chéngshú guǒshí) fruits mûrs parfumés ronds désigne les tranches séchées qui sont la forme usuelle de commercialisation en Chine, comme du cédrat avec les mêmes usages

### Taxonomie
Citrus wilsonii Tanaka (1932) est usuel. La référence à E. H. Wilson est justifiée par sa description de C. ichangensis en 1914. Tanaka (1964) le classe comme une variété de yuzu dans son sous-genre Eucitrus.
Swingle le classe le « citronnier d'Ichang » (C. ichangensis Swingle) dans les espèces d'agrume «à pétiole ailé presque aussi large que le limbe, graines très grosses, épaisses, fruit rugueux, ovale, jaune citron à maturité, fleurs isolées». Puis en 1927, lors d'un voyage en Chine il constate qu'il a ignoré la différence entre «l'Oranger sauvage d'Ichang» (C. ichangensis Swingle) et le Citronnier d'Ichang cultivé (C. wilsonii). Il écrit : 

« le Citronnier d'Ichang, [est] probablement hybride de l'Oranger sauvage d'Ichang et de quelque Pommelo; je crois aussi que l'Oranger d'Yuzu, cultivé au Japon, et que M. Frank Myers trouva, il y a quelques années, poussant à l'état sauvage au N W de la Chine, est en réalité un autre hybride du Citronnier d'Ichang, et de quelque Mandarinier. Le Yuzu du Japon, le Citronnier d'Ichang des étrangers qui vivent le long du Yangtsé, et le véritable Oranger sauvage d'Ichang, sont les formes les plus intéressantes, connues en Europe et en Amérique, et de grande importance comme porte-greffes. »

### Phylogénie

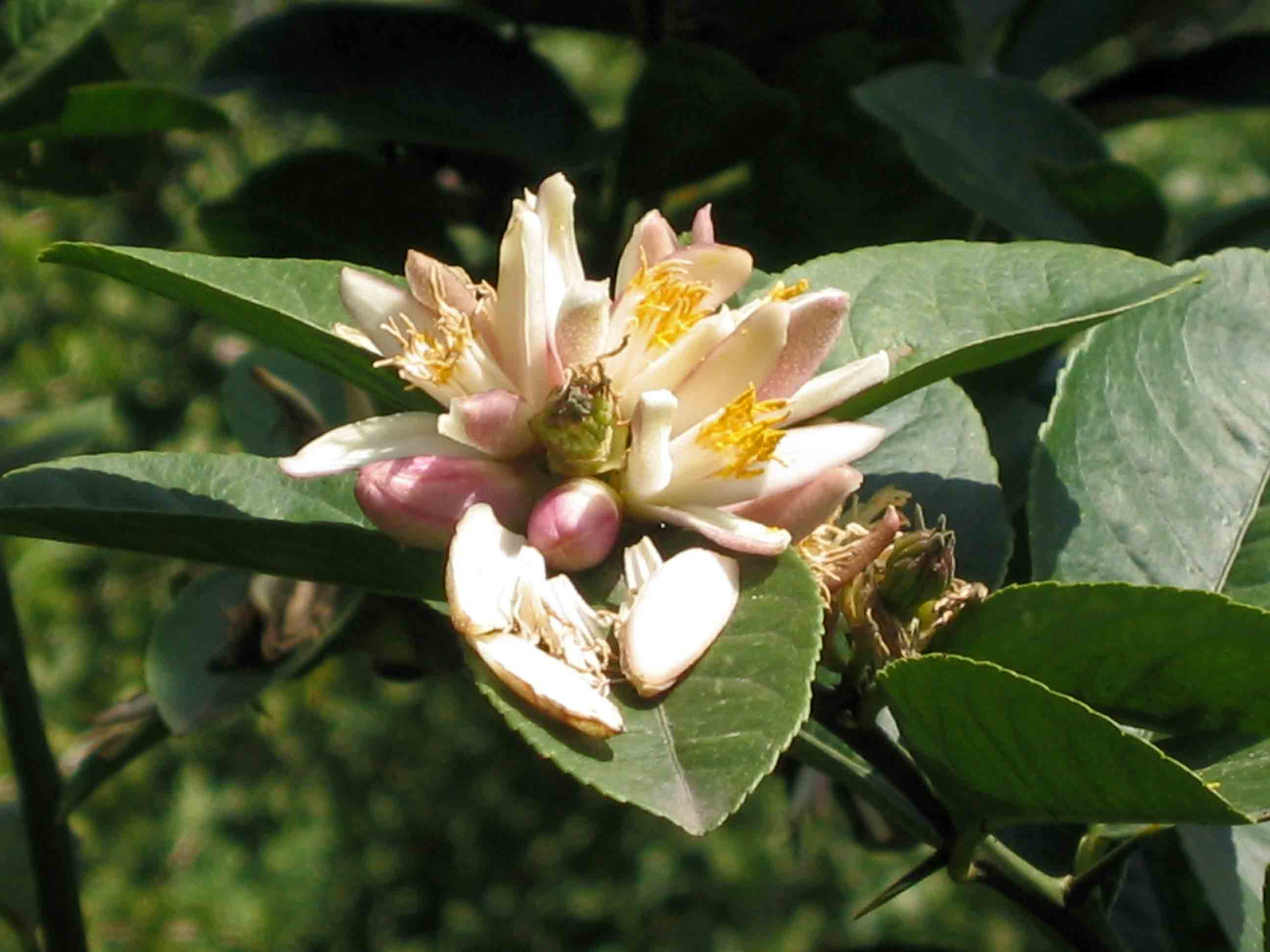
香圓 Citrus wilsonii fleurs photographiées à Kunming (2004)

Tokurou Shimizu et al. (2016) ne trouvent aucune preuve suggérant une filiation directe entre C. ichangensis, C. wilsonii et yuzu mais confirment une probable généalogie avec le yuzu. Benoit Demarcq et al. (2021) établissent que le citron d'Ichang combine trois génomes ancestraux (C. maxima, C. ichangensis et C. reticulata), ils émettent l'hypothèse d'un hybride pamplemoussier × yuzu pollinisateur.

## Morphologie
L'arbre persistant de 4 à 6 m avec courtes épines. Feuilles de 6 à 12 cm de long, de 2 à 4,5 cm à pétiole ailé de 0,8 à 2,5 cm de long et 0,5 à 1,5 cm de large. Fleurs solitaires ou groupées, parfois en grappes, parfumées, à 5 pétales.
Le fruit d'un diamètre de 4 à 7 cm a un le jus est incolore, le goût est acide et amer. Les glandes à huile sont densément enfoncées et la surface de fruit particulièrement rugueuses et parfumées, le mésocarpe est de 0,5 cm d'épaisseur.

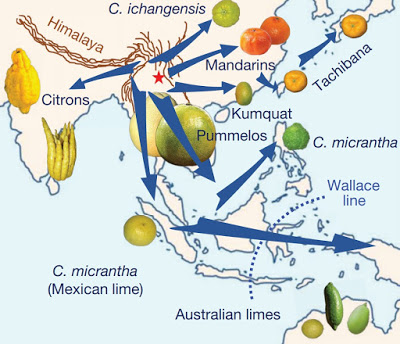
L'hypothèse d'une combinaison de C. maxima, C. ichangensis et C. reticulata tous trois natifs de l'est himalayen est fondée sur la proximité des huiles essentielles

## Utilisation
Le citron d'Ichang est cultivé dans le Yunnan et le Sichuan. Il est présent aux USA et en Europe.

### Alimentaire
Le jus abondant est utilisé dans les boissons, limonade, boissons rafraîchissantes, il s'utilise comme le jus de citron, notamment dans la tarte au citron.

### Pharmacopée

#### Pharmacopée chinoise
Il est vendu, comme le cédrat, en tranches entières séchées, les profils chimiques comparés montre des différences: le citron d'Ichang est plus riche en naringine alors que la nomiline est le constituant dominant du cédrat. L'activité de piégeage des radicaux libres du citron d'Ichang est significativement plus élevée que celle du cédrat. Les principales indications de cette ethnomédecine sont: réguler le Ch'i, soulager la dépression, apaiser le foie, toux avec mucosités, retend l'abdomen, commotions, vomissements.

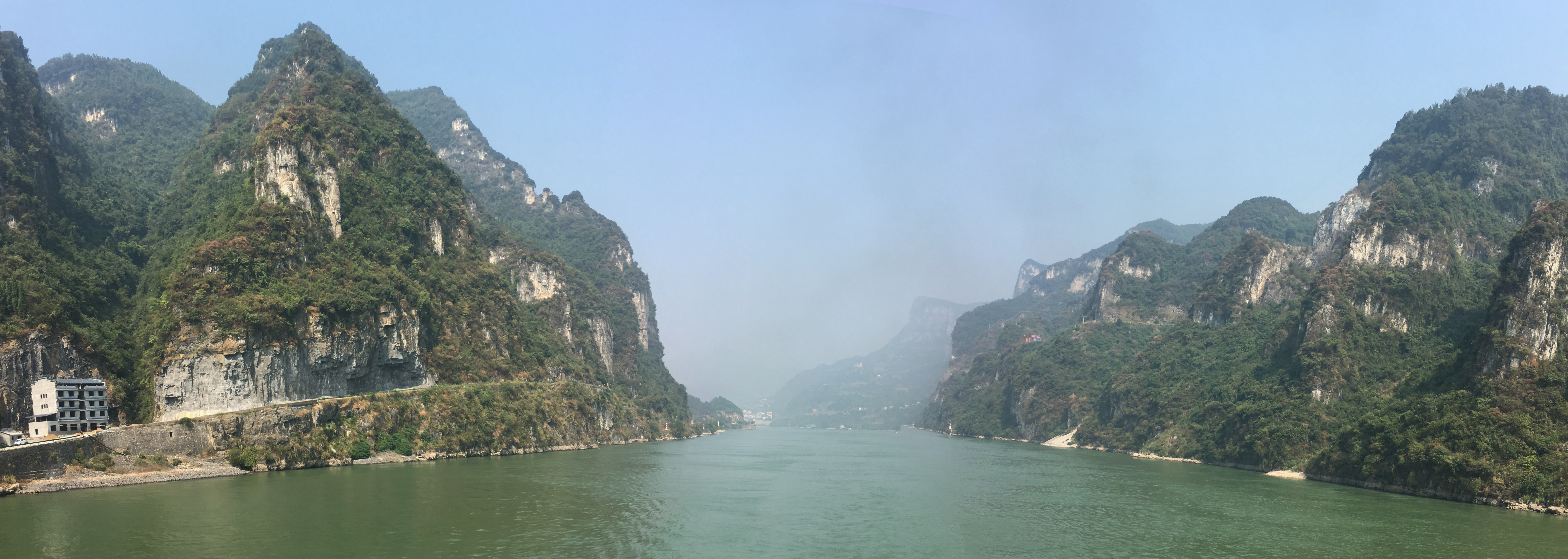
Gorge de Xiling, sur le Yangtzi qui va jusqu'à Yichang. Climat chaud et humide sans gel.

#### Recherches actuelles
La naringine, la déacétylnomiline, l'acide citrique, la limonine et la nomiline sont les principaux composés, l'optimum est dans le fruit encore vert avant jaunissement. Les tests en modèle murin ont montré une capacité de la naringine isolée à partir de C. Wilsonii à atténuer l'ischémie myocardique.
Le citron d'Ichang (0,52 mg/g) est avec Henka mikan (C. pseudo-aurantium. 0,23 mg/g) et Hassaku (C. hassaku. 0,14 mg/g) l'agrume dont glandes à huile essentielle contiennent de grandes quantités d'auraptène, éther coumarinique monoterpénique naturel auquel sont attribuées de fortes capacités antioxydantes.

### Huile essentielle
Les chinois utilisent les fruits comme source de parfum rare dans des mouchoirs embaumants, pour parfumer les pièces et les armoires.

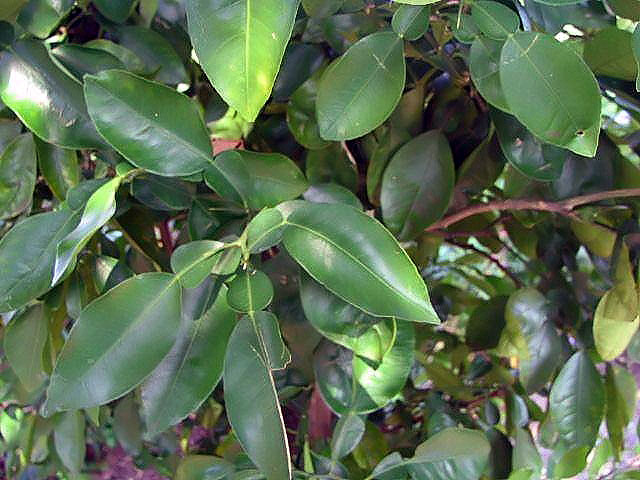
Pétiole ailé des feuilles caractéristique

Les principaux composants de l'huile essentielle sont l'acétate de nérol (44,5 %), le nérol (13,6 %), le propionate de citronellyle (13,5 %) et l'α-terpinéol (3,6 %). L'indole et la nootkatone typique du pamplemousse sont présents. L'acétate de 3-méthyl-3-sulfanylbutyle (note soufrée, fruitée tropicale et verte - fruits de la passion) a été découvert dans l'huile essentielle pour la première fois chez les agrumes.

### Porte-greffe résistant au calcaire
Le cultivar Zhique (Citrus wilsonii Tanaka) utilisé comme porte-greffe dans le Chenggu (Province de Shaanxi) montre une meilleure tolérance à la carence en fer en sol calcaire que Poncirus trifoliata (2016). Les auteurs montrent qu'il constitue une réponse à la culture des agrumes en sol alcalin. Ce porte-greffe est également résistant au froid (bien que d'une résistance inférieure à Poncirus trifoliata) et tolérant au CTV.